# Lomtjärnen (Gudmundrå socken, Ångermanland, 697892-158681)
Lomtjärnen är en sjö i Kramfors kommun i Ångermanland och ingår i Ångermanälven-Gådeåns kustområde.